# Microlinus
Microlinus Wunderlich, 2004 è un genere di ragni fossili appartenente alla famiglia Salticidae.

## Caratteristiche
Gli esemplari finora raccolti risalgono tutti al Paleogene.

## Distribuzione
Le due specie oggi note di questo genere sono state rinvenute in alcuni depositi di ambra baltica dell'Europa centrale.

## Tassonomia
A giugno 2011, questo genere fossile comprende due specie descritte:
- Microlinus calidus Wunderlich, 2004 - ambra baltica
- Microlinus folium Wunderlich, 2004[2] - ambra baltica